# Thivars
Thivars é uma comuna francesa na região administrativa do Centro, no departamento Eure-et-Loir. Estende-se por uma área de 9,2 km². Em 2010 a comuna tinha 1 084 habitantes (densidade: 117,8 hab./km²).